# Khỉ đột trong văn hóa đại chúng

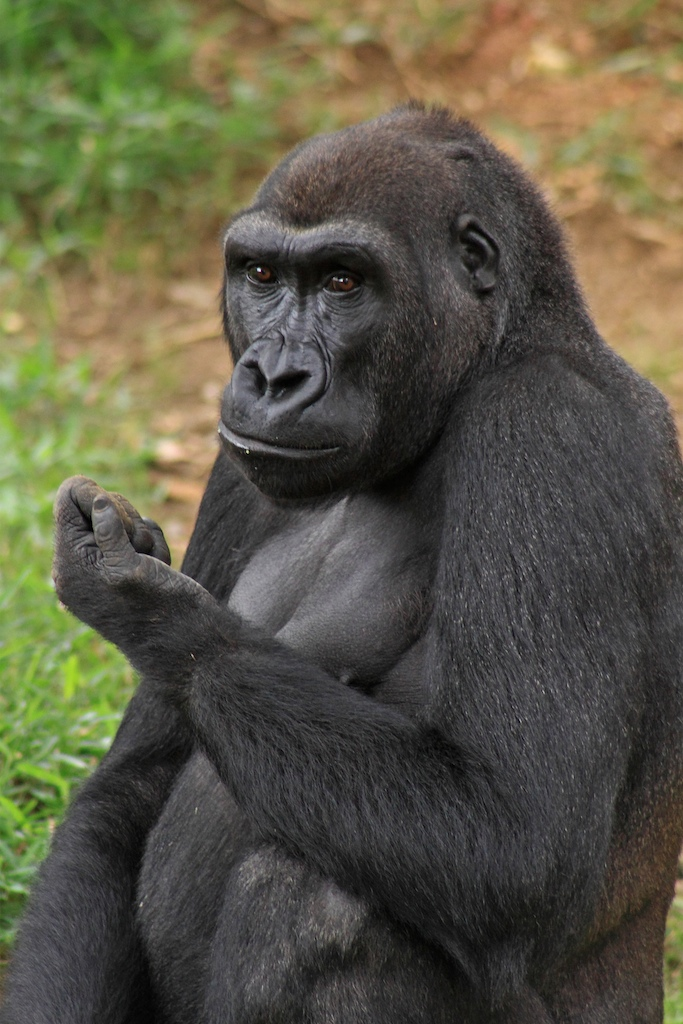
Hình tượng con khỉ đột trên các phương tiện đại chúng là sinh vật to lớn, mạnh mẽ, bệ vệ và đáng sợ

Hình tượng con khỉ đột (Gorilla) phổ biến trong văn hóa đại chúng ở thế giới phương Tây và được phổ biến rộng rãi qua các phương tiện thông tin đại chúng như tiểu thuyết, phim ảnh, hoạt hình, truyện tranh, nói chung đều khắc khọa khỉ đột là một sinh vật đầy sức mạnh, hoang dã và còn khắc họa khỉ đột hành xử như người (ví dụ như ở Hành tinh khỉ). Kể từ khi được xã hội phương Tây chú ý vào những năm 1860, khỉ đột đã trở thành một yếu tố thường xuyên của nhiều khía cạnh trong văn hóa đại chúng và phương tiện truyền thông, khỉ đột đã xuất hiện nổi bật trong các bộ phim giả tưởng quái dị như King Kong khắc họa nên hình mẫu của một con khỉ đột khổng lồ. Ngoài ra, những câu chuyện viễn tưởng như Tarzan và Conan the Barbarian có đề cập đến khỉ đột là đối thủ đầy sức mạnh của các nhân vật chính.
Khỉ trở nên gần gũi hơn trong nền văn hóa đại chúng phương Tây qua hình tượng King Kong là con khỉ đột khổng lồ. Khỉ đột là loài sống trên mặt đất, chủ yếu là loài ăn lá, sống trong các khu rừng của Trung Phi. Chi eponym  Gorilla  được chia thành hai loài: khỉ đột phía Đông và khỉ đột phía Tây (cả hai đều cực kỳ nguy cấp) và bốn hoặc năm phân loài. Khỉ đột là loài linh trưởng lớn nhất còn sống trên hành tinh này. DNA của khỉ đột rất giống với người, từ 95–99% tùy thuộc vào những gì được đếm và chúng là họ hàng gần nhất còn sống tiếp theo với con người, sau tinh tinh và bonobo; gần hơn các loài vượn châu Á như đười ươi và vượn. Một nạn nhân của nạn phân biệt chủng tộc là bà Michelle Obama cũng từng bị ví von là khỉ đột.

## Các loại hình

Phim siêu thú cuồng nộ có con khỉ đột

- Tác phẩm văn học về khỉ đột nổi tiếng thì có Hành tinh khỉ là một tiểu thuyết do Pierre Boulle, xuất bản lần đầu vào năm 1963 bằng tiếng Pháp có tên là La Planète des Singes. Nghĩa của từ singe bao gồm cả "vượn" và "khỉ". Với "Hành tinh khỉ", Pierre Boulle muốn cảnh tỉnh con người bằng một câu chuyện mang tính triết lý và giáo dục. Những con khỉ trước kia vốn chịu sự chỉ đạo của con người thì nay chúng lại là chủ nhân của một xã hội văn minh, chi phối cuộc sống con người, do giống khỉ ham bắt chước, chịu động não. Trong tác phẩm này có vô số các con vật có hình dạng khỉ đột to khỏe.
- Donkey Kong hay DK (tạm dịch là "con khỉ ngu ngốc") là một một con khỉ đột giả tưởng xuất hiện trong các loạt trò chơi Donkey Kong và Mario của Nintendo. Donkey Kong đã xuất hiện trong nhiều trò chơi cùng với người bạn Diddy Kong. Donkey Kong xuất hiện lần đầu với tư cách đối thủ đầu tiên của Mario trong trò chơi mang tên mình, được phát hành năm 1981. Kể từ đó, Donkey Kong đã đóng vai chính trong hàng loạt các trò chơi. Donkey Kong vẫn là một nhân vật nổi bật trong loạt game Mario, nổi bật ở Mario Kart, Mario Party. Là nhân vật phản diện của Mario, đặc biệt là trò chơi đối đầu Donkey Kong-Mario phát hành năm 2004[4], nhưng Donkey Kong vẫn là bạn thân của Mario.
- Trong tác phẩm truyện tranh Bảy viên ngọc rồng (Dragon Ball) thì nhân vật chính Son Goku và nhiều nhân vật của hành tinh Saiyans có khả năng độc nhất để biến thành những sinh vật khổng lồ giống khỉ đột được gọi là Khỉ đột khổng lồ (大猿, Ōzaru). Loài vượn là sự kết hợp của Khỉ mặt chó (cái đầu), khỉ đột (thân thể và các chi) và khỉ (cái đuôi, lưu ý rằng khỉ đột thì không có đuôi).
- Zoombies (2016): Một bộ phim do đạo diễn Glenn R. Miller, phim kể về một vườn thú ở Mỹ trong đó các con vật bị nhiễm một loại virus (do một con khỉ mũ lây lan) từ đó trở thành những xác sống và tấn công con người. Động vật đáng chú ý trong phim là một con khỉ đột (Cross River gorilla).
- Siêu thú cuồng nộ (2018), phim của đạo diễn Brad Peyton, kể về con khỉ đột tên George ở Vườn thú San Diego hít phải hóa chất, do ảnh hưởng của mầm bệnh, thân thể George càng lúc càng to lớn hơn với sức mạnh phi thường. Khi George lên đến đỉnh tòa nhà, con khỉ đột ăn thịt nữ ác cùng với thuốc giải, từ đó giúp George tỉnh táo lại rồi cho nó giết hai con quái vật còn lại. George đánh bại hai con quái vật. Trong lúc giao chiến với Lizzie-Một con cá sấu khổng lồ bị đột biến, George bị một thanh cốt thép đâm xuyên. George sau đó dùng thanh cốt thép đâm vào mắt Lizzie, giết chết nó.
- Gorillas in the Mist: The Story of Dian Fossey (1988), tạm dịch là Khỉ đột trong sương mù, là tên của một bộ phim Hollywood nổi tiếng nói về nhà nghiên cứu học, bà Dian Fossey, và sự cố gắng không ngừng nghỉ của bà trong quá trình nuôi dưỡng và che chở cho loài khỉ to đen Gorillas không bị tuyệt chủng ở Phi Châu. Phim cho thấy tận mắt những chú khỉ đen khổng lồ trong bề ngoài rất ghê tợn nhưng thật ra lại là những con thú hiền nhất.
- Nhà Điêu khắc Pháp là Emmanuel Frémiet dành huy chương chiến thắng năm 1887 với tác phẩm Con khỉ đột vác người đàn bà ("Gorille enlevant une Femme"), bức tượng này khắc họa cảnh con khỉ đột bắt đi một người đàn bà[5]

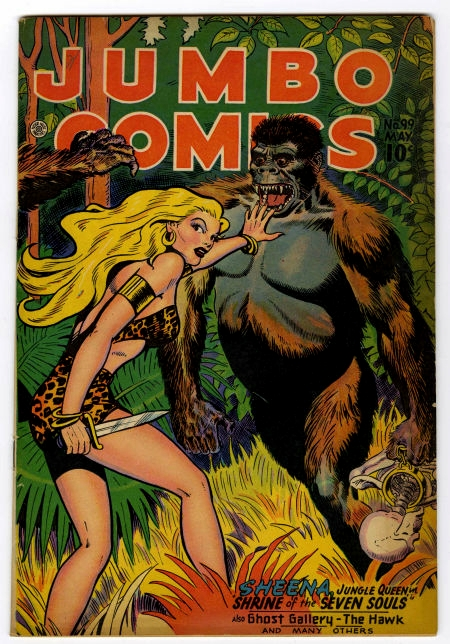
Khỉ đột trong truyện tranh (comic)

- Năm 1944, bộ phim hoạt họa Donald Duck có tập Donald Duck and the Gorilla, kể về một con khỉ đột có tên là Ajax đã thoát khỏi sở thú và khủng bố Donald Duck.
- Magilla Gorilla trong Hanna-Barbera
- Một con khỉ đột thông minh có tên là Grodd đã giải cứu nhân vật phản diện The Flash trong DC Comics và animated TV series Justice League và Justice League Unlimited.
- Bộ phim Tarzan & Jane năm 2002.
- Tarzan II năm 2005
- The Great Grape Ape Show
- Ingagi (1930)
- Tarzan the Ape Man (1932), có sự diễn xuất của Johnny Weissmuller.
- Murders in the Rue Morgue (1932) của Universal Pictures là bộ phim kinh dị dựa vào tác phẩm năm 1841 của Edgar Allan Poe.
- The Gorilla (1939), có sự tham gia của Ritz Brothers, Anita Louise, Lionel Atwill, và Bela Lugosi.
- Perils of Nyoka (1942)
- The Ape Man (1943).
- Nabonga (1944) có sự tham gia của Buster Crabbe và Julie London.
- White Pongo (1945), safari adventure yarn about fictional white ape.
- Mark of the Gorilla (1950)
- Bride of the Gorilla (1951) có sự diễn xuất của Raymond Burr
- Bela Lugosi Meets a Brooklyn Gorilla (1952)
- Robot Monster (1953)
- Spooks! (1953)
- Gorilla at Large (1954).
- The Bride and the Beast (1958).
- Kong Island, hay còn gọi là King of Kong Island (1968).
- Baby's Day Out (1994).
- Congo (1995).
- Tarzeena, Queen of Kong Island (2008) của đạo diễn Fred Olen Ray.
- Kong: Skull Island (2017) hay còn gọi là Kong: Đảo Đầu lâu được quay tại Việt Nam
- Ambum của Alice Cooper' có tên Constrictor (1994) có tựa đề "Thrill My Gorilla."[6]
- The Bonzo Dog Doo-Dah Band có liên quan đến ambum Gorilla
- Big Lizard in My Backyard (1985) có tựa đề "Gorilla Girl."[7]
- Ghostface Killah có bài hát tựa đề "Gorilla Hood" The Pretty Tony Collection Chapter 2 (2008)[8]

## Hình tượng KingKong
King Kong là một sản phẩm của văn hóa đại chúng Mỹ và có chỗ đứng lâu đời trong lịch sử điện ảnh Hollywood. Bắt đầu với phiên bản ra mắt năm 1933, Kong lần lượt được tái hiện sau nhiều phiên bản làm lại và song song, nó phản ánh một cách nhẹ nhàng hoặc sâu sắc tình hình chính trị và xã hội của nước Mỹ khi nó ra mắt. Phân biệt sắc tộc, khủng hoảng tài nguyên, mối lo hạt nhân. Sau bản King Kong 1976, Kong im tiếng khá lâu cho đến khi được Peter Jackson mang trở lại màn bạc vào năm 2005. Xây dựng Kong là một loài "chúa sơn lâm" với vẻ bên ngoài xù xì thô ráp nhưng bên trong lại nhạy cảm và trầm tư. Với kỹ xảo điện ảnh đột phá, cốt truyện ấm áp cùng diễn xuất của những diễn viên bộ phim đã để lại dấu ấn sâu đậm trong lòng khán giả. 

Kong Đảo đầu lâu

Các nhà làm phim Hollywood thường khắc họa King Kong là một sản phẩm từ trí tưởng tượng là một con khỉ đột được phóng to thành khổng lồ leo trèo thoăn thoắt, nhảy chuyền qua những vách núi hàng vài chục mét giống như những con khỉ thông thường. Lần đầu tiên xuất hiện năm 1993, đến 2017, King Kong chuyển thể vẫn giữ nguyên bản chất là của một con khỉ đột phóng đại n lần. Nếu như ở phiên bản King Kong năm 2005, nó chỉ cao khoảng 8m tức gấp 7 lần kích thước bình thường của một con khỉ đột bình thường và gần 22 lần so với tinh tinh thông thường, thì năm 2017, vị vua Kong cao lên tới gần 30m gấp 20 lần chiều cao trung bình của 1 con khỉ đột trưởng thành mà vẫn đang trong tuổi phát triển theo tiết lộ của nhân vật trong phim.
Trong khi King Kong trong phim là một con khỉ đột cao 8m, nặng khoảng 20 tấn thì King Kong phiên bản năm 2017 nặng khoảng 1.400 tấn, theo tỷ lệ cơ thể, nó có thể nặng gấp 15.750 lần tinh tinh thông thường, tức là lớn hơn gần 16.000 lần so với tinh tinh (cá thể tinh tinh đầu đàn thường cao 1,2m và nặng tầm 90 kg), tay Kong có khả năng nâng vật nặng 2.100 tấn (tay tinh tinh khỏe gấp đôi tay người) dù ít khi dùng hàm để chiến đấu, hàm của Kong sẽ có sức mạnh tương đương 1.893 tấn gấp 835 lần cá sấu sông Nile, tức răng khỏe hơn cá sấu sông Nile 800 lần. Để giữ cơ thể vua Kong được vững vàng, đôi chân của nó khỏe gấp nhiều lần loại máy bay lớn nhất thế giới AN-225.
Có những điểm khác biệt cơ bản giữa "Kong: Skull Island" và "King Kong" (2005) của đạo diễn Peter Jackson. Vai trò của Kong được mở rộng hơn là các biểu tượng quái vật và một lần nữa Kong được mang trở về với màn ảnh rộng. Kong 2017 không còn tính độc lập và nội dung của nó phải phục vụ cho bức tranh lớn hơn về thế giới của những loài quái vật. Trong phiên bản của Peter Jackson, Kong chỉ cao 25 feet, tương đương toà nhà 3 tầng. Tuy nhiên, trong phiên bản năm 2017, kích thước của Kong được đẩy lên gấp 4 lần. Với vóc dáng mới này, Kong mới có thể chiến đấu lại cả Godzilla. Dự án Godzilla vs King Kong là lần gặp mặt đầu tiên giữa hai quái vật trong thế kỷ 21. Sự hùng vĩ và hoành tráng của Kong trong bản này cũng vì thế mà đẩy cao hơn.
Kong 2017 được cho đứng thẳng bằng hai chân như con người, khác với bản 2005 khi chỉ đơn giản là một con Gorilla có kích thước khổng lồ. Ở phiên bản mới nhất, Kong cũng thông minh hơn, biết tư duy phân biệt được mục đích của con người, biết dùng vũ khí, biết tôn thờ cha mẹ. Trong Kong 2017, những kẻ đến xâm phạm lãnh thổ của Kong là tổ chức có tên Monarch, họ đã dùng vệ tinh để khám phá ra chỗ ở của các quái vật. Bối cảnh "vương quốc" của Kong trong năm 2005, Kong chỉ xuất hiện trên đảo trong một phần của bộ phim. Kong có đất diễn ở New York nhiều hơn. Và phân đoạn trên đỉnh tòa nhà Empire State kinh điển được Peter Jackson tái hiện một cách xuất sắc.
Trong khi đó Kong: Skull Island dành toàn bộ thời lượng phim trên đảo. Kong là vị vua của đảo Đầu lâu và thừa kế lại nhiệm vụ canh giữ đảo từ cha mẹ. Người dân trên đảo tôn thờ Kong và sống dưới sự bao bọc của Kong khỏi đám quái vật dưới lòng đất. Hầu hết các phiên bản Kong đều có một mỹ nhân để tô điểm cho màn ảnh.Với Kong 2005, Naomi Watts có thể coi là mỹ nhân đáng nhớ nhất, xuất sắc nhất từng xuất hiện đóng cặp với quái vật sơn lâm. Nhân vật của cô trong phim là một cô gái trẻ, nhiều hoài bão và toả ra hào quang của một tâm hồn trong sáng. Bản năm 2017, vai trò này thuộc về Brie Larson, nhân vật Mason Weaver đóng vai một nữ phóng viên phản chiến có phần chủ động và mạnh mẽ hơn nhưng mối quan hệ của cô với Kong đã ít lãng mạn hơn trước đây rất nhiều.
Tính biểu tượng của Kong trong Kong: Skull Island, Kong, một đại diện của thiên nhiên nhân từ và phân minh. Kong trong Skull Island hiện ra uy nghi, bề thế như một vị vua, biết mình đại diện cho ai và sứ mệnh của mình là gì. Phiên bản năm 2005 của Peter Jackson, Kong không phải là đại diện cho tự nhiên nữa mà được nhân hoá, mang ngoại hình chúa sơn lâm có những rung động sân si như con người. Đảo Đầu lâu của Kong thật khủng khiếp, bộ tộc man rợ, khủng long bạo chúa, giun đất ăn thịt người, mà Kong, vua của tất cả, lại mang căn tính con người. Con quái vật khổng lồ cuối cùng đã phải lòng cô gái New York nhỏ nhắn và thánh thiện.

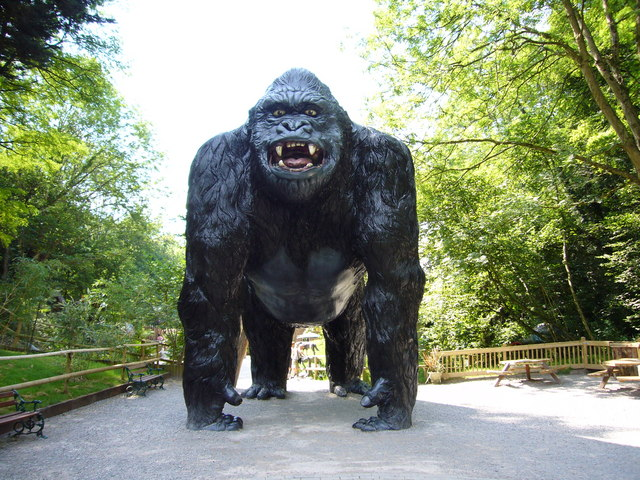
Hình tượng khỉ đột

King Kong năm 2005 nhiều lần cứu sống cô mỹ nhân trên đảo, và cũng vì cô mà giã từ ngai vàng trên đảo Đầu lâu để đến với thế giới con người. Phải bước vào thế giới ấy nó mới biết thế giới loài người còn tàn khốc hơn. Bị đem ra làm trò giải trí, bị coi như quái vật, bị săn đuổi, bị khinh bỉ, Kong trở nên lạc lõng giữa mùa đông lạnh lẽo của loài người. Đến cuối cùng, nó chết. Chúa tể rừng xanh chấp nhận cái chết. Vì duy nhất một lần trong đời, con quái vật đã biết thế nào là yêu và câu nói "Không phải máy bay, mà chính là mỹ nhân đã giết con quái vật" đã thể hiện rõ, so với phiên bản của Peter Jackson đạo diễn, Kong: Skull Island của đạo diễn Jordan Vogt-Robert vốn có nhiều khác biệt cơ bản.
Xét trên góc độ lịch sử, loài người chưa tìm ra bằng chứng nào về quái vật khỉ có kích cỡ ngang với King Kong, nó không tồn tại trong mắt các nhà khoa học, và các bằng chứng lịch sử chưa bao giờ tìm thấy sinh vật nào giống như vậy. Trong khi hiện nay, các linh trưởng được xem là có thể xác khổng lồ chỉ có tinh tinh, đười ươi và khỉ đột, trong đó khỉ phía Đông là phân loài có kích cỡ lớn nhất hiện nay. Một cá thể khỉ đột to nhất sẽ có khối lượng cơ bắp đồ sộ và nặng tới 180 kg, có thể đạt chiều cao bằng một người trưởng thành từ 1,7-1,8m là giống khỉ lớn nhất hiện nay, ngay cả Người Tuyết Yeti và Bigfoot là những sinh vật có hình hài giống khỉ cũng chỉ cao khoảng hơn 2m. Trước đây cũng từng tồn tại một loài linh trưởng khổng lồ đã tuyệt chủng là Gigantopithecus với chiều cao hơn 3m, có thể đạt tới 4m, nặng khoảng 500 kg.
Nếu vì lý do nào đó mà tồn tại một con khỉ đột cao 30m như Kong thì liệu nó có thể sống và chạy nhảy, chiến đấu như trong phim King Kong là phi lý và không thể tồn tại trong đời thực được. Đặt giả thuyết liệu một con khỉ đột với thân thể to gấp 5 lần bình thường thì về khoa học nó sẽ không tồn tại được hoặc ít nhất nếu tồn tại, hình hài của nó sẽ không thể giống như những gì các nhà làm phim nghĩ ra. Vấn đề chính là King Kong quá nhanh nhẹn so với một con vật có kích thước của nó, theo vật học, trọng lượng của 1 vật tỷ lệ thuận với thể tích của nó, khi kích thước của một vật tăng gấp đôi, thể tích và trọng lượng sẽ phải tăng gấp 8 lần, King Kong trong phim chỉ đơn giản là một con khỉ đột cỡ lớn, nên việc di chuyển tương tự như vậy là điều không thể.
Với công thức tương quan sinh trưởng n * n * n = n^3 lần thì có nghĩa là nếu một con khỉ đột cao 1 mét nặng 100 kg, thì King Kong năm 2005 cao gấp 8 lần (8m) sẽ có trọng lượng gấp 8 * 8 * 8 = 512 lần tương đương với 51,2 tấn. Nếu xem King Kong là khỉ đột phiên bản to gấp 5, thì trọng lượng của nó sẽ tăng 5^3 lần là 125 lần mà một con khỉ đột trưởng thành nặng 180 kg, vậy King Kong sẽ nặng khoảng 22,5 tấn. Còn nếu 1 con khỉ cao 1.5 mét nặng 100 kg, thì King Kong cao gấp 20 lần (30m) sẽ có trọng lượng gấp 20 * 20 * 20 = 8.000 lần tương đương với 800 tấn. Kích thước tăng gấp 3 nhưng trọng lượng tăng gấp 27 lần, cụ thể là khi 1 khối lập phương to gấp 3 lần kéo theo trọng lượng của nó sẽ tăng 3*3*3=27 lần trong khi diện tích mặt cắt ngang chỉ tăng có 3*3=9 lần.
Đồng thời, chân và tay của King Kong sẽ cũng sẽ to lên theo thân thể. Và khả năng chịu lực (giới hạn bền) của một chân sẽ tỉ lệ thuận với diện tích mặt cắt ngang qua cái chân đó. Điều ấy có nghĩa là khi chiều cao tăng lên 8 lần, tiết diện cắt ngang qua tay hoặc chân của King Kong sẽ tăng lên 8 * 8= 64 lần, trọng lượng thân xác tăng 512 lần nhưng tay chân lại chỉ phát triển hơn có 64 lần ở phiên bản năm 2005 và theo phiên bản năm 2017 thì chiều cao tăng lên 8 lần, diện tích mặt cắt ngang qua tay hoặc chân của King Kong sẽ tăng lên 20 * 20= 400 lần, hoặc tính chung, diện tích mặt cắt ngang chỉ to lên 25 lần, tức là khả năng chịu lực cũng chỉ tăng 25 lần. Trọng lượng tăng 8000 lần nhưng tay chân lại chỉ phát triển hơn có 400 lần, điều này khiến một con khỉ đột mà to như trên phim với kích thước của Kong thì việc bước đi còn khó nhọc chứ không thể nhảy nhót, đánh nhau được.
Mỗi bước đi, dù là nhẹ nhất của Kong cũng sẽ ẩn chứa nguy cơ gãy xương chân vì giả thuyết rằng King Kong cũng là con vật bằng xương bằng thịt chứ không phải là một con vật có bộ xương cứng chắc như thép nên mỗi bước đi bình thường đều khiến xương chân của con vật bị dồn nén tới gần giới hạn bền (độ chắc khỏe) nên sẽ gây ra rất nhiều đau đớn. King Kong là một phiên bản cỡ lớn của khỉ đột nhưng có tương quan kích thước chân và cơ thể hoàn toàn đồng dạng với một con khỉ đột bình thường nên King Kong giữ được hình dáng như một con khỉ đột bình thường là điều không thể. Những con vật có kích cỡ của Kong sẽ phải đi lại rất chậm rãi, rón rén, ngại va chạm giống như một con voi phải di chuyển từ tốn, nhưng Kong có thể bị té lăn từ trên vách núi xuống đất đầy va đập bầm dập nhưng lại ngay lập tức đứng bật dậy chạy được là sự phí lý. 

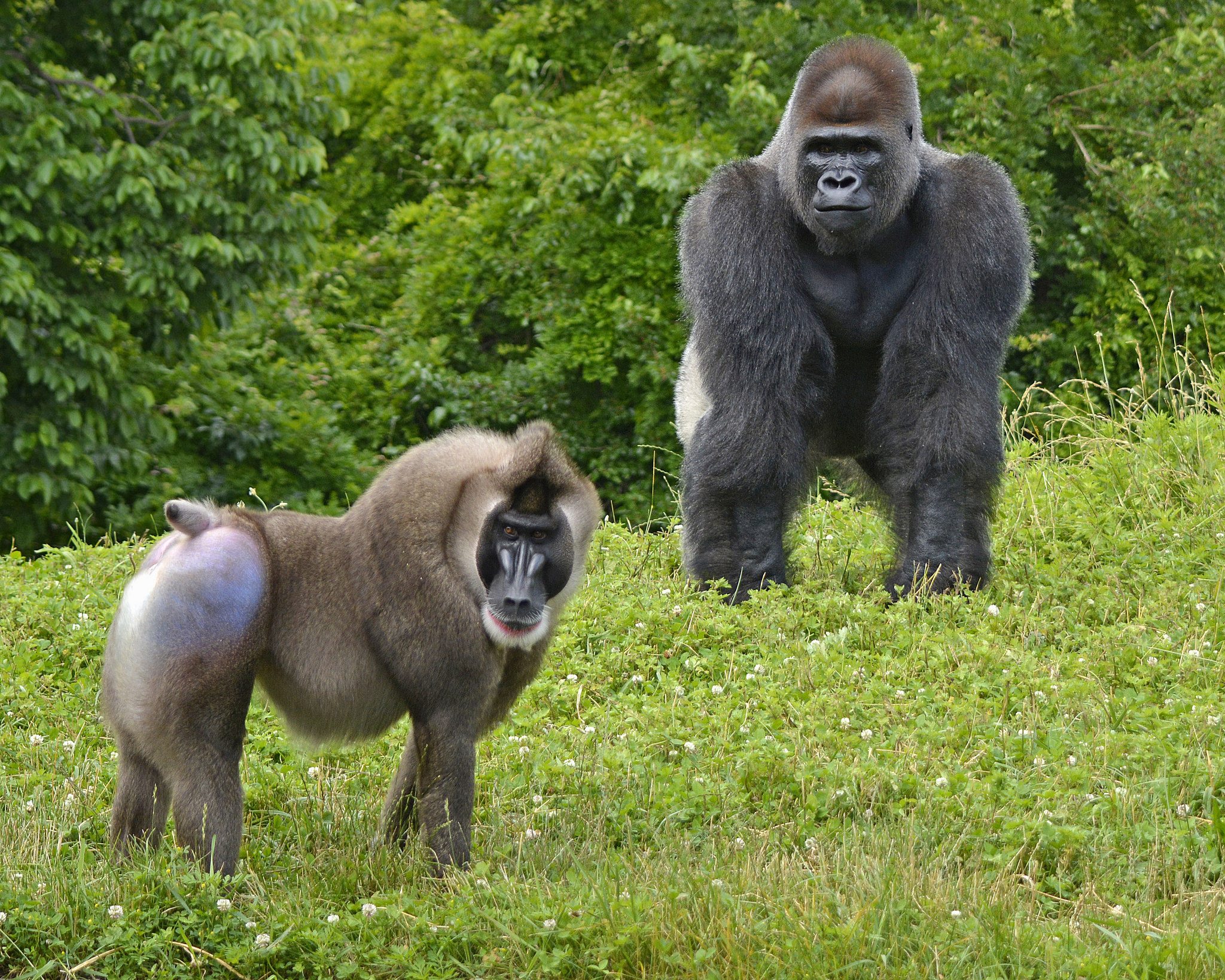
Khỉ đột và khỉ mặt chó

Trong trường hợp của King Kong (phiên bản nhỏ năm 2005) cao gấp 7 lần một con khỉ đột bình thường vậy thì trọng lượng của nó sẽ là khoảng 60 tấn. Một cơ thể của sinh vật đứng bằng hai chân, thậm chí kể cả đi trên bốn chân cũng chẳng thể đỡ được trọng lượng lớn như vậy, với trọng lượng như vậy mà Kong lại được tạo hình dưới dạng một sinh vật linh trưởng đi bằng hai chân, thỉnh thoảng chống tay xuống đất thành bốn chân như vua Kong thì nó chẳng thể đi được chứ đừng nói là chạy nhảy và chiến đấu như trên phim, kể cả nó có cố gắng di chuyển thì chỉ vài bước là sẽ bị gãy xương vì dồn trọng lực quá lớn, rồi một sinh vật khổng lồ mà lại không thể di chuyển được thì chỉ làm mồi cho những loài vật khác, hoặc là để có trọng lượng lớn như vậy, chúng sẽ phải có cấu tạo hình dạng cơ thể đặc biệt và hình dạng của King Kong không đáp ứng được điều này.
Một chi tiết khác là trong bộ phim vào năm 2005, cảnh quay cho thấy King Kong chỉ biết gặm tre trúc y như một con khỉ đột thực thụ nhưng với lối sống năng động và di động, chiến đấu liên tục của Kong thì chế độ ăn uống khá đạm bạc như vậy mang lại quá ít năng lượng nên nếu để đủ sức chạy nhảy mà chỉ ăn tre nứa thì Kong có lẽ phải nhai nuốt tre suốt 24/24 giờ. King Kong phiên bản năm 2017 nặng khoảng 1.400 tấn, có khả năng nâng vật nặng 2.100 tấn thì sẽ cần phải ăn hơn 46 tấn thức ăn mỗi ngày tương đương với 400.000 quả chuối nên đến phim Kong: Skull Island năm 2017, vị vua Kong khôn ngoan đã điều chỉnh chế độ ăn của mình một cách hợp lý, thay vì chỉ nhai lá cây, rễ cây vốn cung cấp quá ít calo cho lối sống tăng động, thì vua Kong đã biết cân bằng, bổ sung thêm hải sản tươi sống vào thực đơn để bù đạm với cảnh quay vua Kong ăn thịt sống con thủy quái mực lai bạch tuộc (Mire Squid) sau khi hạ nó.

## Hình tượng khỉ đột Ozaru
Sau khi xuống Trái Đất Goku được ông Son Gohan nhặt được mang về nuôi, thời gian đầu với bản tính hung hăng của người Saiyan thì Goku là đứa trẻ hay quậy phá, luôn đập phá mọi thứ. Trong một đêm trăng rằm, cậu đã nhìn vào Mặt Trăng và biến thành con khỉ đột vô cùng to lớn, hung dữ và có sức mạnh kinh khủng. Và trong trạng hình dạng khỉ đột khổng lồ đó, Goku bị mất hoàn toàn khả năng kiểm soát bản thân, cậu chỉ biết tàn phá mọi thứ, chính vì thế trong lúc đó cậu đã vô tình giết chết chính người ông đã nuôi dưỡng mình khôn lớn mà không hề hay biết. Goku biến đổi lần nữa tại đại hội võ thuật lần thứ 21, Yamcha định cắt đuôi Goku tiếp nhưng Master Roshi nghĩ ra phương án tốt hơn là dùng Kameyoko chưởng ra hủy diệt mặt trăng.
Giống như những Saiyan khác, đây là một trạng thái khi Goku biến thành Oozaru (một con khỉ đột có đuôi) khi thấy trăng tròn với điều kiện có đuôi. Sức mạnh của Goku trở nên tăng nhanh nhưng mất tự chủ. Ngoài ra còn Golden Great Ape xuất hiện trong Dragon ball GT. Goku chuyển thành trạng thái này khi nhìn Mặt Trăng (nhưng dùng Trái Đất thay thế). Lúc này do có đuôi nên Goku đã trở thành khỉ đột. Nhưng do có sức mạnh to lớn nên Goku đã chuyển hóa thành khỉ đột vàng. Đây là bước trung gian để chuyển thành Super Saiyan 4. Super Saiyan 4 (SSJ4) là sau khi hóa thành khỉ đột vàng, Goku đã lấy lại ý thức nhờ Pan và sau đó chuyển hóa thành Super Saiyan 4. Trạng thái này khác biệt hoàn toàn so với ba cấp trước đó. Tóc màu đen thay vì màu vàng, dài nhưng không như cấp 3. Toàn thân được bao phủ bởi lông đỏ. Đuôi đỏ. Lông mày đen. Sức mạnh, tốc độ, độ bền của Goku tăng lên rất nhiều.
Hình mẫu con Khỉ đột khổng lồ này dựa trên ý tưởng Tôn Ngộ Không từ Tây Du Kí, chúng có đuôi, đầu giống  khỉ đầu chó, răng sắc nhọn và mắt đỏ. Quá trình chuyển đổi thành Great Ape khá giống với series phim Người sói của DC Comic. Khi nhân vật nhìn thấy trăng tròn, đầu óc mất dần ý thức, tứ chi phát triển lớn, lông mọc khắp người và khi quá trình kết thúc là một sinh vật khổng lồ mang sức mạnh to lớn. Các Great Ape cao ít nhất 50 feet, trong lần Goku biến đổi ở Pilaf Saga, cậu đã phá nát trần của tòa lâu đài. Great Ape có nhiều nét tương đồng với King Kong, một con khỉ đột khổng lồ xuất hiện lần đầu tiên trong một bộ phim năm 1933 của Mỹ.
Để biến hình thành khỉ đột thì Người Saiyan phải có đuôi, có nhiều người Saiyan bị mất đuôi thì không thể chuyển đổi được. Cần phải hấp thụ ít nhất 17 triệu đơn vị Zeno ánh sáng xanh (Blues Waves) vào mắt. Ánh sáng xanh được tìm thấy chỉ trong ánh sáng mặt trời phản chiếu bởi một mặt trăng. Nếu không có mặt trăng, một hành tinh đủ điều kiện ánh sáng cũng có thể thay thế. Ngoài ra có thể tự tạo "mặt trăng" bằng cách tạo ra 1 quả cầu năng lượng đủ tròn và đủ ánh sáng phản chiếu. Khi mặt trăng biến mất, bị phá hủy hoặc đuôi của người Saiyan bị cắt đứt thì cơ thể sẽ trở về trạng thái bình thường. Một Great Ape có sức mạnh gấp 10 lần người biến đổi.
Khi biến đổi thì các Saiyan sẽ mất ý thức và tàn phá xung quanh, đánh lại bất kì ai cản đường. Tuy nhiên họ vẫn có thể lấy lại được kí ức nếu bị tác động bởi người thân. Đặc biệt, Vegeta còn học được cách kiểm soát ý chí và vẫn nói chuyện được như người bình thường. Tốc độ của Vegeta không giảm đi nhiều dù thân hình quá khổ, vẫn có thể bắn khí từ miệng và bay. Gohan biến đổi khi cậu ở tại rừng trong đợt huấn luyện khắc nghiệt của Piccolo. Vào đêm trăng tròn, Gohan dạy đi tiểu trên đỉnh 1 núi đá, cậu vô tình nhìn thấy trăng tròn và hóa khỉ đột khổng lồ tàn phá xung quanh. Piccolo khá sốc với sức mạnh to lớn này và nhanh tay hủy diệt mặt trăng lần 2, sau đó ngắt đuôi Gohan để phòng trừ nguy hiểm sau này.
Thất thế trong trận chiến với Goku, Vegeta đã tạo ra 1 quả cầu năng lượng mô phỏng mặt trăng và biến đổi. Vegeta kiểm soát được ý chỉ của khỉ đột và đánh Goku trọng thương. Trong tình thế nguy cấp, Yajirobe trở thành vị cứu tinh khi chặt đứt đuôi Vegeta khiến hắn trở lại bình thường. Tiếp đó Gohan (đuôi đã mọc lại) sử dụng chính quả cầu năng lượng để biến đổi đẩy Vegeta vào thế đường cùng. Tuy nhiên Vegeta vẫn kịp thời cắt đuôi Gohan bằng chiêu thức đĩa năng lượng. Nói chung những người Saiyan mặc giáp thì khi biến đổi trang phục của họ cũng co giãn to ra theo. Trong khi những người không có giáp như Goku sẽ bị rách nát quần áo và khi trở lại bình thường sẽ trong tình trạng trần chuồng. Kích thước của Great Ape dường như không phụ thuộc vào người biến đổi, Gohan và Vegeta khi hóa khỉ đột đều cao bằng nhau.

## Hình ảnh

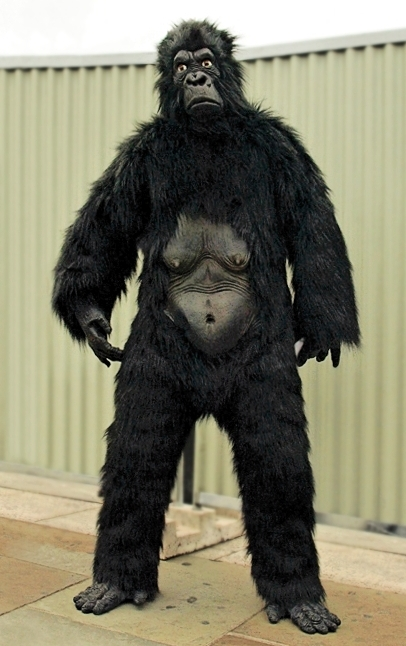
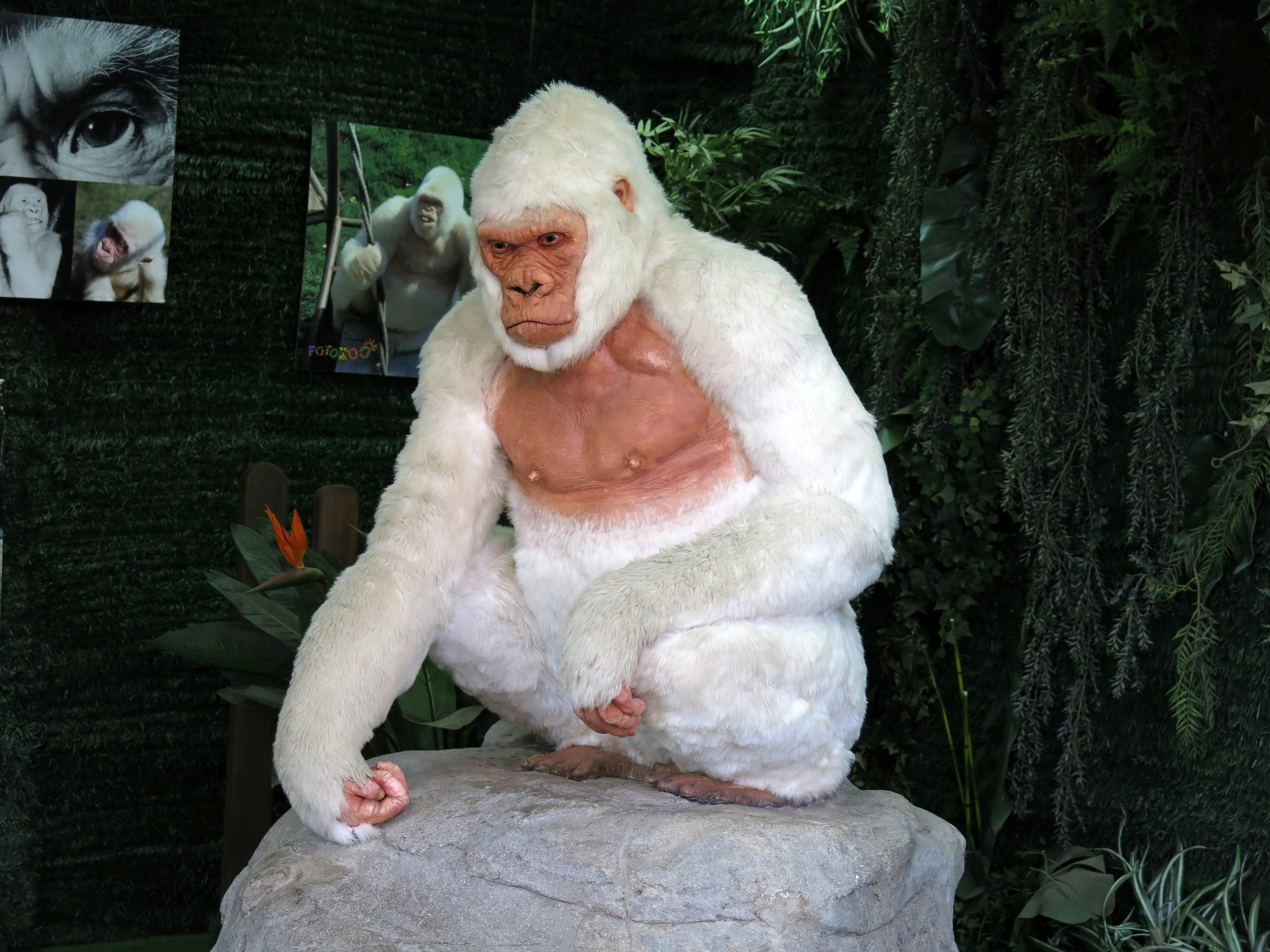
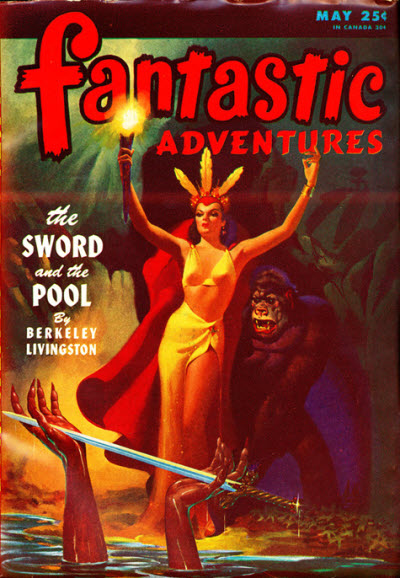
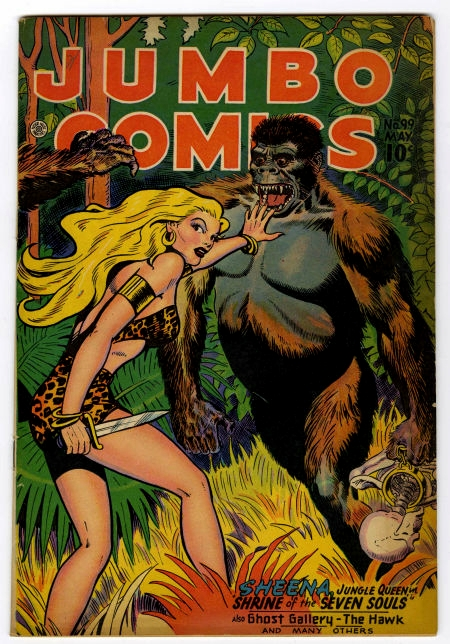
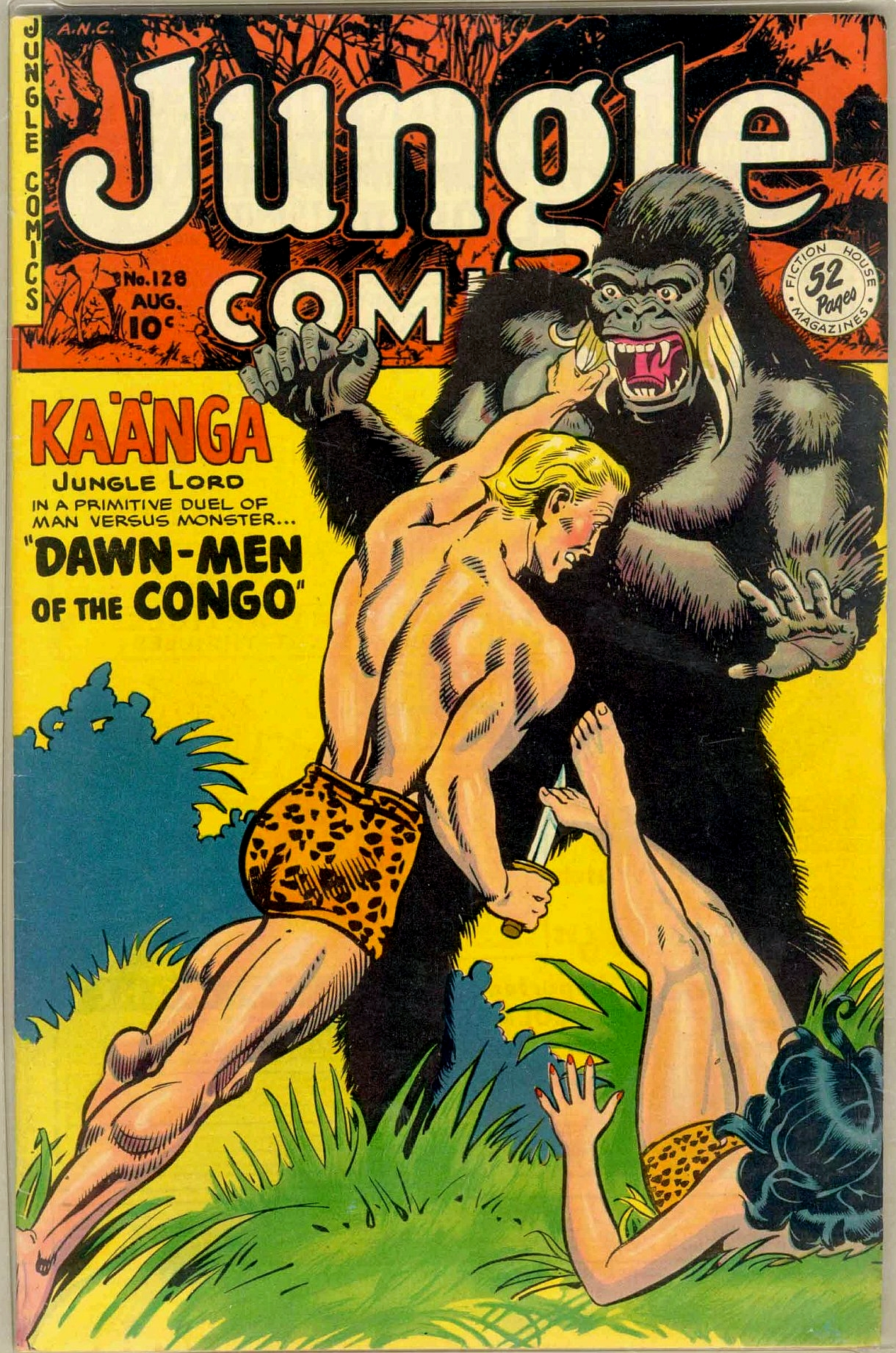
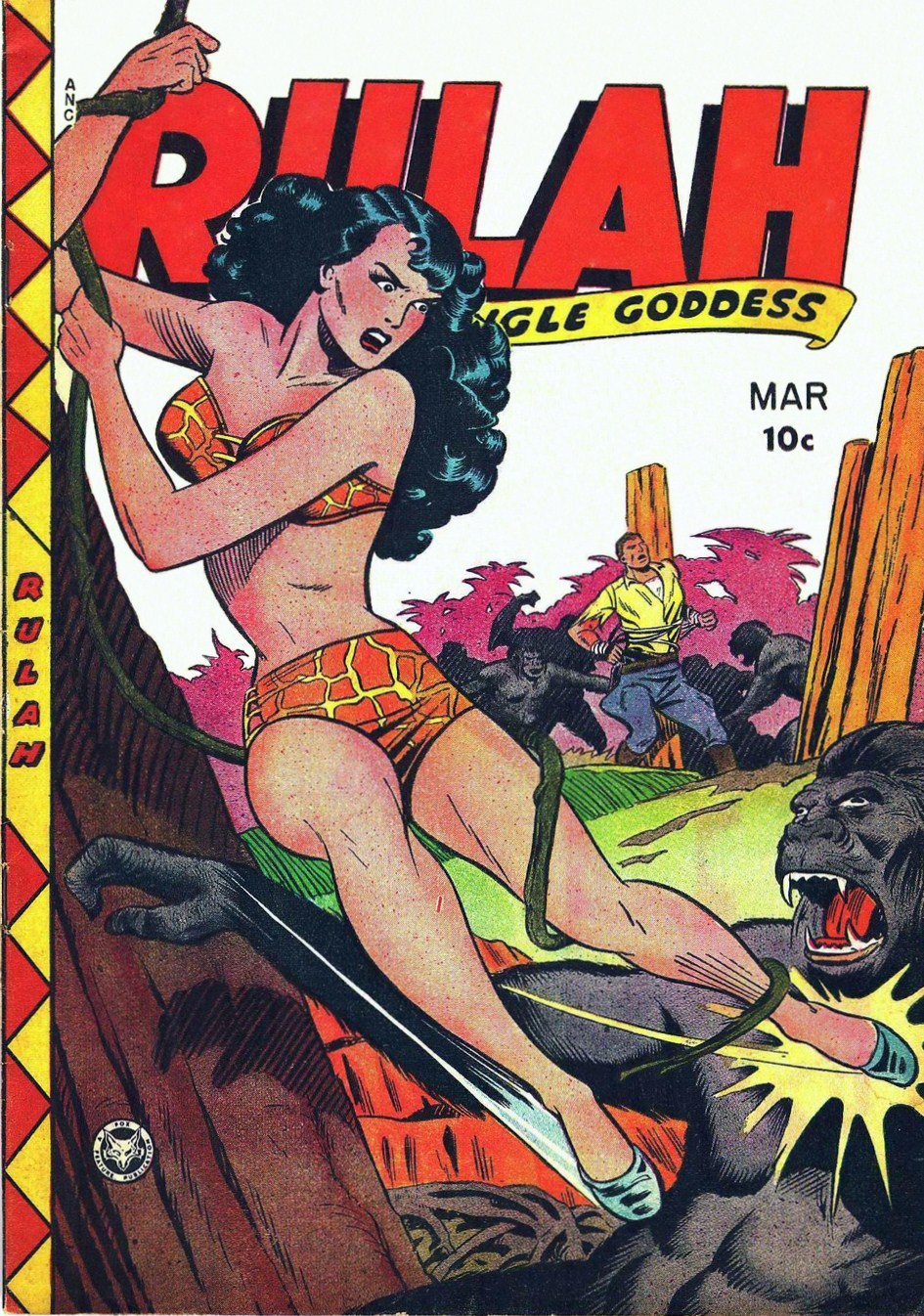
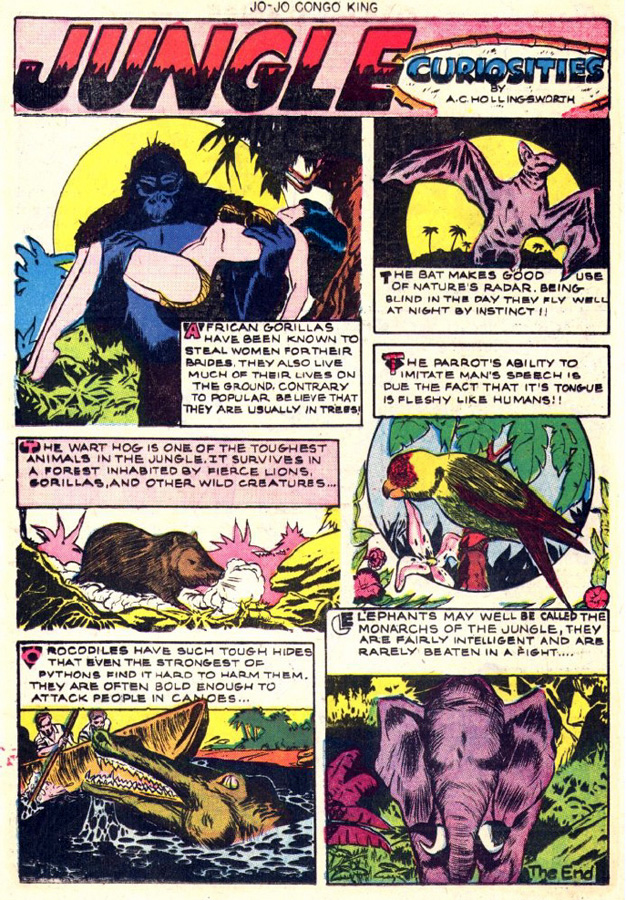